# Black Sunday
Black Sunday es una miniserie de televisión por internet de suspenso psicológico argentina-española creada, escrita y dirigida por Ludmila Wagnest para Prime Video. Sigue a dos jóvenes que deben saldar una deuda con un peligroso narcotraficante luego de sufrir un robo de la droga que les había proveído. Está protagonizada por Victorio D'Alessandro, Mina El Hammani, Matías Odorico, Diego Domínguez, Ludmila Wagnest y Ramiro Blas. La serie se estrenó el 23 de junio de 2023.

## Sinopsis
La historia se centra en la vida de dos mejores amigos argentinos que se trasladan a España para insertarse en el negocio de la música electrónica de los clubes nocturnos como disc-jockey, sin embargo, tras conocerse su situación migratoria irregular comienzan a vender pastillas de éxtasis para sustentarse económicamente, pero un día sufren un robo de mercancía que los pondrá en una deuda irreparable con el jefe de los narcotraficantes de Bilbao.

## Elenco
- Victorio D'Alessandro como Sumo
- Mina El Hammani como Kila
- Matías Odorico como Luca
- Diego Domínguez como Rulo
- Ludmila Wagnest como Maia
- Ramiro Blas como Paco
- Gastón Haag como Bruno
- Chema Trujillo como Toni
- Dani Delgado como David
- Zak Boroucha como Zak
- Luc Ferreiro como Samuel

## Producción
La serie fue dirigida y guionada por la cineasta argentina Ludmila Wagnest. El rodaje la producción inició y culminó en diciembre del 2020 en la ciudad de Bilbao con un total de cuatro episodios que tenían previsto su estreno entre abril y mayo de 2021. En relación con el casting, Diego Domínguez fue confirmado como parte del elenco en julio del 2020 y Victorio D'Alessandro fue contactado por Wagnest a través de la presentación de la historia.

## Episodios
| N.º | Título                     | Dirigido por    | Escrito por     | Fecha de lanzamiento original |
| --- | -------------------------- | --------------- | --------------- | ----------------------------- |
| 1   | «Bienvenidos a Bilbao»     | Ludmila Wagnest | Ludmila Wagnest | 23 de junio de 2023           |
| 2   | «Causa y efecto»           | Ludmila Wagnest | Ludmila Wagnest | 23 de junio de 2023           |
| 3   | «Sin tiempo no hay tiempo» | Ludmila Wagnest | Ludmila Wagnest | 23 de junio de 2023           |
| 4   | «Bienvenido a la familia»  | Ludmila Wagnest | Ludmila Wagnest | 23 de junio de 2023           |

## Recepción

### Premios y nominaciones
| Lista de premios y nominaciones | Lista de premios y nominaciones | Lista de premios y nominaciones | Lista de premios y nominaciones                        | Lista de premios y nominaciones | Lista de premios y nominaciones |
| Año                             | Organización                    | Categoría                       | Nominado/a(s)                                          | Resultado                       | Ref(s)                          |
| ------------------------------- | ------------------------------- | ------------------------------- | ------------------------------------------------------ | ------------------------------- | ------------------------------- |
| 2023                            | Cusco Web Fest                  | Mejor dirección                 | Ludmila Wagnest                                        | Ganadora                        | [ 4 ] [ 1 ]                     |
| 2023                            | Cusco Web Fest                  | Mejor actor                     | Victorio D'Alessandro                                  | Ganador                         | [ 4 ] [ 1 ]                     |
| 2023                            | Cusco Web Fest                  | Mejor dirección de fotografía   | Gisela Cisilin                                         | Ganadora                        | [ 4 ] [ 1 ]                     |
| 2023                            | Cusco Web Fest                  | Mejor montaje                   | José M. Vilalta                                        | Ganador                         | [ 4 ] [ 1 ]                     |
| 2023                            | Festival Die Seriale            | Mejor serie                     | Black Sunday                                           | Nominado                        | [ 5 ]                           |
| 2023                            | Festival Die Seriale            | Mejor dirección                 | Ludmila Wagnest                                        | Nominada                        | [ 5 ]                           |
| 2023                            | Festival Die Seriale            | Mejor guion                     | Ludmila Wagnest                                        | Nominada                        | [ 5 ]                           |
| 2023                            | Festival Die Seriale            | Mejor actor                     | Victorio D'Alessandro                                  | Ganador                         | [ 5 ]                           |
| 2023                            | Festival Die Seriale            | Mejor actriz de reparto         | Mina El Hammani                                        | Nominada                        | [ 5 ]                           |
| 2023                            | Festival Die Seriale            | Mejor actor de reparto          | Ramiro Blas                                            | Nominado                        | [ 5 ]                           |
| 2023                            | Festival Die Seriale            | Mejor dirección de fotografía   | Gisela Cisilin                                         | Nominada                        | [ 5 ]                           |
| 2023                            | Festival Die Seriale            | Mejor edición                   | José M. Vilalta                                        | Nominado                        | [ 5 ]                           |
| 2023                            | Festival Die Seriale            | Mejor diseño sonoro             | Augusto Wagnest, Germán Luis Wagnest y Marcos Terrones | Nominados                       | [ 5 ]                           |